# الطليسية
الطليسية قرية تتبع ناحية صوران في منطقة حماة في محافظة حماة في سورية. تقع شمال شرق محافظة حماة وتبعد عن مدينة حماة 40 كم. يتبع لها كل من قرية قصر أبوسمرة والجنينة الغربية والشعثة. بلغ إجمالي عدد السكان 3394 نسمة حتى نهاية عام 2009. يعمل معظم السكان بالزراعة البعلية وتربية المواشي وزراعة أشجار الفستق الحلبي والزيتون والكرمة وفيها مدارس ثانوية وإعدادية وابتدائية ومقر للفرقة الحزبية.